# Гортон, Джон
Джон Грей Го́ртон (9 сентября 1911, Мельбурн, доминион Австралия — 19 мая 2002, Сидней, Австралия) — австралийский государственный деятель, 19-й премьер-министр страны.

## Биография
Второй ребёнок в семье Джона Роуз Гортона и Элис Синн. Его отец иммигрировал из Англии. Гортон получил образование в англиканской школе, а затем окончил Оксфордский университет. После получения диплома он вернулся в Австралию и стал управлять фруктовым садом отца.
В 1940 году он поступил на службу в Королевские воздушные силы Австралии. Участвовал во Второй мировой войне в качестве боевого пилота на территории Великобритании, Малайзии, Папуа — Новой Гвинеи. Был серьёзно ранен в авиакатастрофе и демобилизован в декабре 1944 года.
В декабре 1949 года вошёл в национальную администрацию в качестве сенатора от Виктории и оставался на своём посту более 15 лет. За это время он сменил много разных портфелей, включая морского министра, министра работ, а также первого в стране министра образования и науки.
В январе 1968 Гортон стал премьер-министром, сменив на посту пропавшего без вести Гарольда Холта. Его стиль руководства привлекал к нему сторонников среди избирателей, но в то же время создавал сильных врагов, в том числе среди членов либеральной партии, лидером которой он являлся. В 1971 году в результате правительственного кризиса и вызова Малколма Фрейзера (тогдашнего министра обороны) Гортон оставил пост премьер-министра, а в 1975 году покинул парламент.
После своей отставки жил уединённо в Канберре, время от времени давая интервью журналистам. Одно время возглавлял движение за легализацию марихуаны. Умер в Сиднее.

## Премьер-министр

### Первый срок
Изначально Гортон был очень популярным премьер-министром. Он создал стиль, совершенно отличный от стиля его предшественников — отстраненного Мензиса и приветливого, спортивного Холта. Гортону нравилось изображать себя человеком из тех, кто любит пиво и азартные игры, с некоторой чертой ларрикина. К несчастью для него, эта репутация позже стала преследовать его.
Он также начал следовать новой политике, проводя независимую оборонную и внешнюю политику и дистанцируя Австралию от ее традиционных связей с Великобританией. Но он продолжал поддерживать участие Австралии во Вьетнамской войне, позицию, которую он неохотно унаследовал от Холта, которая становилась все более непопулярной после 1968 года. Сэр Генри Болт из Виктории и Боб Аскин из Нового Южного Уэльса. Он также способствовал развитию независимой австралийской киноиндустрии и увеличил государственное финансирование искусства.
Гортон оказался на удивление плохим медиа-исполнителем и оратором, и СМИ изображали его глупым и некомпетентным администратором. Ему не повезло столкнуться с новым и грозным лидером лейбористской оппозиции в лице Гофа Уитлама . Кроме того, он был предметом спекуляций в СМИ о его пристрастиях к алкоголю и связях с женщинами. Он вызвал большое недовольство в своей партии, и его противники стали все более критически относиться к его зависимости от внутреннего круга советников, в первую очередь от его личного секретаря Эйнсли Готто.
На выборах 1969 года коалиция потерпела 7-процентное колебание против нее, и лейбористы превзошли ее по результатам двухпартийного голосования. Во время закрытых выборов Гортон пообещал отказаться от всей будущей государственной арендной платы с арендаторов жилья в Канберре. Пережив выборы, Гортон выполнил свое обещание, отдав около 100 миллионов долларов в виде акций арендаторам и отказавшись от будущих государственных доходов от аренды. Тем не менее Гортон увидел, что значительное большинство в 45 мест, которое он унаследовал от Холта, сократилось до семи. Действительно, Коалиция могла бы потерять правительство, если бы не давняя практика Демократической лейбористской партии отдавать предпочтение АЛП. Коалиция получила девятый срок в правительстве только тогда, когда предпочтения DLP отдали либералам четыре маргинальных места в Мельбурне — сердце DLP. Если бы эти предпочтения пошли другим путем, Уитлам стал бы премьер-министром.

### Второй срок
После выборов 1969 года МакМахон и министр национального развития Дэвид Фэйрбэрн безуспешно оспаривали Гортона за лидерство либералов. Поскольку либералы еще больше отставали от лейбористов в опросах 1971 года, в марте был брошен вызов, когда министр обороны Малкольм Фрейзер ушел в отставку. Фрейзер решительно поддерживал Гортона на посту лидера двумя годами ранее, но теперь напал на Гортона в зале парламента в своей речи об отставке, заявив, что Гортон «не подходит для занимания великого поста премьер-министра».
Гортон созвал собрание либералов на 10 марта 1971 года, чтобы решить этот вопрос. Вотум доверия его руководству был завязан. Согласно правилам Либерального собрания того времени, равное количество голосов означало, что предложение было принято, и, следовательно, Гортон мог без дальнейших церемоний остаться лидером партии и премьер-министром. Однако он взял на себя смелость уйти в отставку, заявив: «Ну, это не вотум доверия, поэтому партии придется избрать нового лидера».  Было проведено голосование, и МакМахон был избран лидером и, таким образом, премьер-министром. Австралийское телевидение отметило окончание бурного премьерства Гортона монтажом кинохроники под гимн Синатры «Мой путь».
Неожиданным шагом Гортон выступил и выиграл должность заместителя лидера, вынудив МакМахона сделать его министром обороны. Эта фарсовая ситуация закончилась через пять месяцев, когда МакМахон уволил его за нелояльность.